# Østermarie Pastorat
Østermarie Pastorat er et pastorat i Bornholms Provsti (Københavns Stift). Pastoratet ligger i Bornholms Regionskommune (Region Hovedstaden). I Østermarie Pastorat ligger Østermarie Sogn.